# Salix siuzevii
Salix siuzevii là một loài thực vật có hoa trong họ Liễu. Loài này được Seemen miêu tả khoa học đầu tiên năm 1908.